# 本頓特設鎮區 (密歇根州)
本頓特設鎮區（英語：Benton Charter Township）是位於美國密歇根州貝林縣的一個特設鎮區。

## 地方資料
本頓特設鎮區的面積為85.00平方千米，當中陸地面積為83.80平方千米，而水域面積為1.20平方千米。根據2020年美國人口普查的數據，當地共有人口14374人，而人口密度為每平方千米169.11人。